# Hylcalosia complexa
Hylcalosia complexa är en stekelart som beskrevs av Chen och Wu 1994. Hylcalosia complexa ingår i släktet Hylcalosia och familjen bracksteklar. Inga underarter finns listade i Catalogue of Life.